# Abasabad
 Abasabad  ou Abbasabad como também aparece grafado é uma antiga cidade fundada por Abas I, "O grande" que fez parte da Pérsia, província de Coração enquanto esta fazia parte da Pérsia. Actualmente faz parte do Irão onde se encontra localizada na província iraniana do Azerbaijão Oriental.